# Зловещие истории (фильм, 1919)
«Зловещие истории» (нем. Unheimliche Geschichten, также известен под названием «Жуткие ночи» нем. Grausige Nächte) — немой немецкий художественный фильм ужасов 1919 года режиссёра Рихарда Освальда. Фильм основан на произведениях «Явление» Ансельмы Гейне, «Чёрный кот» Эдгара Аллана По, «Клуб самоубийц» Роберта Льюиса Стивенсона и сценариях Освальда и Роберта Либманна.

## Сюжет
Фильм начинается с рамочного вступления, действие которого происходит в антикварном книжном магазине. Безумный продавец приносит запрошенную книгу потенциальному покупателю, затем он начинает скакать и прыгать по магазину, спешно выпроваживает покупателей, а после гасит свет и уходит. В темноте, висящие на стене картины оживают и из них выходят три загадочные фигуры: Блудница (Анита Бербер), Дьявол (Райнхольд Шюнцель) и Смерть (Конрад Фейдт). Продавец, вернувшийся обратно в магазин, сталкивается с ними и пугается. Сверхъестественные существа, в свою очередь начинают над ним издеваться, после чего берут из разбросанных вокруг них книги и начинают читать пять историй.
Эпизод «Явление»
Эпизод снят на основе рассказа «Явление» Ансельмы Гейне.
Женщину (Бербер) постоянно преследует сумасшедший муж (Шюнцель), с которым давно развелась. Однажды, когда он в очередной раз нападает в парке, ей на помощь приходит незнакомец (Фейдт). Влюбившись в неё с первого взгляда, незнакомец отвозит женщину в отель, где снимает для них обоих два номера. Пожелав ей спокойной ночи, он отправляется на встречу с друзьями. Позже, вернувшись пьяным обратно в отель, он стучится в номер женщины. Не получив ответа, он открывает дверь и обнаруживает, что комната совершенно пуста: отсутствует мебель, а со стен содраны обои. Незнакомец возвращается в свою комнату, полагая, что под воздействием алкоголя он плохо соображает и перепутал номера. На следующее утро он замечает, что комната женщины оклеена обоями и обставлена новой мебелью. Совершенно сбитый с толку, мужчина обращается к менеджеру отеля, чтобы выяснить, что случилось с женщиной, которую он привёл накануне вечером. Менеджер в ответ заявил, что тот приехал один, а женщины с ним не было. Слова менеджера также подтверждают сотрудники отеля и полиция. В отчаянии незнакомец подкупает одного из мужчин, чтобы рассказал ему о случившемся. Он сообщает незнакомцу, что женщина, которую он привёл в гостиницу, умерла от чумы и все стараются замять этот инцидент во избежание паники в городе. Ошеломлённым услышанным, незнакомец уходит прочь и дойдя до парка, падает в кусты.
Эпизод «Рука»
Эпизод снят на основе сценария  Роберта Либманна.
Двое мужчин (Фейдт и Шюнцель) влюблены в одну женщину (Бербер). Она не хочет решать, кто из них достоин её благосклонности и поэтому мужчины решают бросить кости за неё. Когда один из них выигрывает, проигравший мужчина (Шюнцель) приходит в ярость и душит соперника. Несколько лет спустя он снова встречает женщину, ради которой он когда-то совершил преступление. По её приглашению, он посещает театр, где она должна была выступать в качестве танцовщицы. Во время представления он замечает за занавеской когтистую руку, а за ней и призрачную фигуру убитого им соперника. От потрясений убийца теряет сознание в своей ложе. После спектакля его приглашают на спиритический сеанс, где он продолжает видеть образ преследующего его мертвеца. Когда гости уходят, женщина наблюдает как призрачная фигура появляется за спиной испуганного мужчины и убивает его.
Эпизод «Чёрный кот»
Эпизод снят на основе рассказа «Чёрный кот» Эдгара Аллана По.
Трое мужчин выпивают в таверне. Один из них привлекает внимание путешественника (Фейдт) к пьянице (Шюнцель) сидящему за соседним столом, утверждая, что у него красивая жена. С явным любопытством к его жене, путешественник подходит к столику под видом случайного посетителя и заводит знакомство с пьяницей. Позже пьяный муж возвращается домой и замечает, что жена (Бербер) ласкает чёрного кота. Он начинает насмехаться над ней и пытаться ударить, но вместо этого бьёт кота. На следующий день жена приходит в таверну за своим пьяным мужем, который начинает её знакомить с новым приятелем и приглашать его домой. Между женой и путешественником быстро возникают чувства, но так же быстро пьяный муж застаёт их в объятиях друг друга. Путешественник уходит, а муж в ярости вышвыривает кота, а после убивает жену и замуровывает её тело в стене подвала. Когда на следующий день путешественник приходит навестить их, то пьяница сообщает ему, что жена уехала. Усомнившись в его словах, он обращается в полицию, которая соглашается обыскать дом. Во время обыска в подвале, путешественник замечает, что влажная штукатурка в стене начинает крошиться. Разбив кладку стены он видит, как из дыры выбегает чёрный кот, который изобличает убийцу, замуровавшего его вместе с мёртвой хозяйкой.
Эпизод «Клуб самоубийц»
Эпизод снят на основе рассказа «Клуб самоубийц» Роберта Льюиса Стивенсона.
Детектив Артур Силас (Шюнцель) осматривает снаружи странный заброшенный дом. Он взбирается на различные лианы и шпалеры и замечает людей находящихся внутри здания. Проникнув во внутрь дома, он попадает в очень необычный клуб. Президент клуба (Фейдт) объясняет ему, что теперь он состоит в клубе самоубийц, где каждый может вступить, но никто не сможет покинуть его. Далее он проводит детектива в главную комнату, над входом которой размещена надпись из «Божественной комедии» Данте: «Оставь надежду, всяк сюда входящий». В главной комнате члены клуба собираются для того, чтобы вытянуть карты из колоды, и тот, кому достанется пиковый туз, должен будет совершить самоубийство. Когда очередь доходит до детектива, ему выпадает роковой туз. После того как остальные члены клуба расходятся, президент усаживает Силаса на своё кресло и показывает ряд кнопок, объясняя функции каждой из них. При нажатии на первую кнопку Силас оказывается прикованным к креслу, а вторая кнопка, по словам президента, приводит к мгновенной смерти. Выходя из комнаты, президент сообщает ему, что он должен покончить с собой до полуночи, которая наступит через десять минут. Пребывая в полном отчаянии, Силас проводит остаток времени, размышляя о том ему как спастись. Когда время подходит к концу, он падает на стол, притворяясь мёртвым. В полночь заходит президент и удовлетворившись результатом, садится на своё кресло. Внезапно Силас вскакивает и нажимает на первую кнопку. Президент обездвижен, а детектив покидает комнату невредимым.
Эпизод «Призрак»
Эпизод снят на основе сценария Рихарда Освальда.
Эпоха рококо. Жена (Бербер) чувствует себя одинокой и обделённой вниманием своего мужа (Фейдт). Однажды ночью в их дом доставляют барона (Шюнцель), с которым случился несчастный случай во время поездки в карете, и он просит о помощи и ночлеге. Женщина рада такому развлечению и начинает проводить много времени с гостем. Барон, в свою очередь, наслаждается обществом дамы и охотно рассказывает истории о своей доблести и героических подвигах. Она в восторге от рассказов и быстро соблазняется вниманием барона. Однако у мужа возникают подозрения и, оценив ситуацию, он придумывает план, как поставить своего самонадеянного гостя на место. Он внезапно уезжает, объявив, что дела требуют его присутствия в другом месте на несколько дней. В тот же вечер, когда женщина и барон вместе ужинают, неожиданно картины и лампы в комнате начинают двигаться сами по себе. Пребывая в полном ужасе, они замечают как из ниоткуда появляются тёмные фигуры в капюшонах и окружают их. Барон, сильно испугавшись, бежит из замка. Приходит муж и испуганная жена почувствовав облегчение, смеётся вместе с ним над «исчезнувшим» героем.
Завершается фильм сценой, в которой продавец книг приводит местную полицию, чтобы арестовать сверхъестественных нарушителей, скрывающихся в его магазине. Полицейские ничего не обнаруживают и уходят. Когда продавец снова остаётся один, все три существа, вернувшиеся к своим картинам, продолжают издеваться над ним, и в конечном итоге он спасается от них бегством.

## В ролях
Раздел составлен на основе материалов киноведа Рольфа Гисена.
| Актёр                      | Роль                                                                  |
| -------------------------- | --------------------------------------------------------------------- |
| Конрад Фейдт               | Смерть / незнакомец / убийца / путешественник / президент клуба / муж |
| Райнхольд Шюнцель          | Дьявол / бывший муж / убийца / пьяница / детектив Артур Силас / барон |
| Анита Бербер               | Блудница / женщина / подруга / жена пьяницы / жена                    |
| Бернхард Гётцке            | друг на спиритическом сеансе                                          |
| Ханс Генрих фон Твардовски | официант ресторана                                                    |
| Хьюго Дёблин               | роль неизвестна                                                       |
| Пауль Морган               | роль неизвестна                                                       |
| Георг Йон                  | роль неизвестна                                                       |
| Рихард Освальд             | камео (появление в прологе)                                           |

## Производство
Одним из пионеров в развитии немецкого фильма ужасов и экспрессионизма являлся австрийский режиссёр Рихард Освальд (1880—1963). Он создал ряд мистических кинокартин о Шерлоке Холмсе, а также истории, исследующие тайны и сверхъестественные явления, как «Собака Баскервилей» (1914), «Зловещий дом» (1916) и «Портрет Дориана Грея» (1917), которые впоследствии послужили основой для зарождавшегося жанра ужасов. Однако наиболее известной работой режиссёра в этом жанре стала картина 1919 года  «Зловещие истории», где главные роли исполнили Конрад Фейдт, Райнхольд Шюнцель и Анита Бербер. Фильм был одним из первых «омнибус-фильм ужасов» и представлял собой экспериментальный формат, в котором несколько коротких историй в жанре ужаса и саспенса обрамлены рамочным повествованием и объединены в полнометражную киноленту. 

## Релиз
Премьера фильма «Зловещие истории» состоялась 6 ноября 1919 года в кинотеатрах Ufa-Theater и в Richard-Oswald-Lichtspiele в Берлине.
Оригинальный негатив фильма считается утерянным, однако в 1992 году была найдена и восстановлена сохранившаяся нитратная копия в архиве Французской синематеки.
В 1932 году Освальд снял звуковой ремейк одноимённого фильма с Паулем Вегенером, Паулем Хенкельсом  и Виктором де Кова. В основу сюжета, как и в ленте 1919 года, вошли рассказы «Чёрный кот» и «Клуб самоубийц», которые были объединены вместе с адаптацией произведения Эдгара Аллана По «Система доктора Смоля и профессора Перро».

## Критика
Журнал Der Kinematograph в критическом обзоре подчёркивал оригинальность жанра фильма, отмечая, что материал выбранных произведений, а также его сосредоточенность на сверхъестественном отличало его от скучных драм, которые снимали в то время. Издание также восторженно отозвалось о режиссёрской работе Освальда и об игре главных актёров, в особенности отмечали Конрада Фейдта, назвав «великим актёром». Критик из Berliner Tageblatt писал: «Такой тип фильма является новым. В каком-то смысле он доказывает, что для создания эффективного фильма не нужны тысячи статистов и огромный продакшн; всего этого можно добиться и другими способами. Эксперимент удался в двух отношениях: было использовано самое проверенное средство — саспенс. С другой стороны, фильмы были полностью основаны на актёрской игре, на том типе мыслящих актёров, без которых эти в основном бесхарактерные произведения были бы невозможны».
В неоднозначной рецензии газеты Der Film один критик назвал фильм «привлекательной попыткой перенести литературную форму кабаре на большой экран» и оценил его «в целом и в отдельных частях решительным успехом». В то же время критик отметил, что «несмотря на название, в фильме отсутствует последовательный тон», а наличие рамочной истории в сюжете он счёл «ненужной».
В ретроспективных обзорах критики и историки кино часто рассматривают эпизод «Призрак» как наименее успешную историю в жанре ужаса, в то время как сильными считают эпизоды «Явление», «Рука» и «Чёрный кот». Критик Катарина Лоу в своём обзоре указывает на то, что некоторые кульминационные сцены в эпизодах «фактически предвосхищает самый леденящий и тревожный мотив многочисленных фильмов Хичкока». Между тем Лоу считает, что фильм недостаточно состарился и указывает на то, что интерьерные декорации выглядят «неубедительно и ветхо», а актёрская игра «кажется довольно натянутой». В заключении своей рецензии она отмечает, что «Зловещие истории» остаётся значимым фильмом, несмотря на то, что не является шедевром немецкого кинематографа.